# Technostress
Technostress oder Technikstress ist eine bestimmte Unterkategorie des Phänomens Stress. 
Technostress wird in alltäglichen Situationen verursacht, in denen es zu einer Überforderung des Benutzers durch neue technische Geräte oder Systeme kommt.
Technostress ist eine Reaktion des Körpers auf die starke psychische Belastung, welche durch die Technologie hervorgerufen werden kann. In vielen Weisen steht sie für den Widerstand gegen Veränderungen, welche neu eingeführte Technologien mit sich bringen. Der Begriff Technostress wurde ursprünglich von dem klinischen Psychologen Craig Brod (1984) geprägt, um ein pathologisches Problem der Anpassung an neue Computertechnologien zu beschreiben.

## Etymologie und synonyme Begriffsverwendung
Der Ausdruck Technologie (griechisch τεχνολογία technología) leitet sich ab von τέχνη téchnē „Kunst (besonders auch Redekunst), Handwerk“ und λόγος lógos „Wort, Lehre, Wissenschaft“ und bezeichnet die Entwicklung von neuer technischer Funktionalität. Technik (von τεχνικός technikós) bezeichnet die konkreten Produkte bzw. Gerätschaften, in denen eine Technologie implementiert ist. Beides kann zu Stressreaktionen führen und wird oft synonym verwendet. Unterscheiden kann man allerdings dennoch Stress beim Gewöhnen an neue technische Entwicklungen (der Technologie, also z. B. die Entwicklung vom einfachen Handy zum Smartphone mit neuen Einsatzmöglichkeiten) und Stress durch ungewohntes Software- oder Gerätedesign, also z. B. bei Smartphones der Umgewöhnung von einer Mobile App an eine andere, die zwar ähnliche Funktionen bietet, aber eine andere Bedienung erfordert.

## Stressreaktion
Bei einer Stressreaktion werden alle Sinnesorgane auf die Wahrnehmung von Gefahrensituationen eingestellt. Der Körper schüttet vermehrt Stresshormone aus. Dadurch erfolgt in Sekunden eine „Mobilisierung“ des Körpers. Puls, Blutdruck und Atemfrequenz steigen. Energielieferanten werden freigesetzt, die Muskeln spannen sich an und das Nervensystem gerät in Unruhe. Die betroffene Person wird nervös und ist angespannt.
Im Falle von Technostress erschwert die physische Reaktion des Körpers die Bewältigung der Problemsituation. Der Körper reagiert mit immer heftigeren Reaktionen und die betroffene Person gerät in eine immer stärkere Stresssituation, bis eine psychische Abwehrreaktion eintritt. Es wird ein regelrechter Widerstand gegen die Ursache des körperlichen Befindens aufgebaut. So wird es beinahe gänzlich unmöglich, das bestehende Problem und die Überforderung aus der Welt zu schaffen. Die Aufgabe kann nur noch mit größter Mühe oder überhaupt nicht mehr erfüllt werden.

## Teilaspekte von Technostress
Tarafdar et al. (2007) identifizieren fünf zentrale Stressoren im Zusammenhang mit der Nutzung digitaler Technologien:
- Techno-Overload: Durch das Gefühl, zu schnell und unter ständigem Druck mit digitalen Tools arbeiten zu müssen, entsteht bei den Menschen eine Überforderung.
- Techno-Invasion: Digitale Technologien dringen in das Privatleben ein und erschweren die Trennung von Arbeits- und Freizeit, etwa durch ständige Erreichbarkeit oder viel Home-Office.
- Techno-Complexity: Die zunehmende Komplexität technischer Systeme überfordert Nutzende und erschwert den effektiven Umgang mit Technologien.
- Techno-Insecurity: Die Angst, durch technologische Veränderungen ersetzbar oder abgehängt zu werden, führt zu Unsicherheit und Stress.
- Techno-Uncertainty: Ständige technologische Neuerungen erzeugen Unsicherheit, da Menschen sich fortwährend an neue Systeme und Prozesse anpassen müssen.

Diese Stressoren bilden die Grundlage des sogenannten Technostress-Modells und werden in zahlreichen empirischen Studien zur digitalen Belastung im Arbeitskontext verwendet.

## Symptome
Technostress äußert sich in typischen Stresssymptomen, diese können psychischer aber auch physischer Natur sein. Salanova, Llorens und Cifre (2013) identifizieren vier zentrale Belastungsfolgen: Angst, psychische Ermüdung, Skepsis und Ineffizienz.

### Angst
Angst entsteht häufig durch Unsicherheiten im Umgang mit neuen Technologien und der Sorge, den steigenden Anforderungen nicht gerecht zu werden. Mitarbeitende berichten von Befürchtungen, Fehler zu machen, Daten zu verlieren oder aufgrund mangelnder technischer Kompetenz benachteiligt zu werden. Die rasante technologische Entwicklung und zunehmende Systemkomplexität verstärken diese Ängste zusätzlich. Teilweise wird auch befürchtet, dass Technologie langfristig den eigenen Arbeitsplatz ersetzen könnte.

### Psychische Ermüdung
Psychische Ermüdung zeigt sich insbesondere bei der dauerhaften Nutzung interaktiver Systeme, bei der große Informationsmengen verarbeitet und komplexe Aufgaben bewältigt werden müssen. Studien belegen, dass dies zu Zeitdruck, Überforderung und einem Rückgang der kognitiven Leistungsfähigkeit führen kann. Häufige Unterbrechungen durch digitale Kommunikation – etwa E-Mails oder Chat-Nachrichten – verstärken dieses Erleben mentaler Erschöpfung zusätzlich.

### Skepsis
Skepsis beschreibt eine distanzierte, gleichgültige Haltung gegenüber Technologie, die besonders dann auftritt, wenn Nutzer durch die Nutzung digitaler Systeme entmutigt oder ausgebrannt sind. Forschungen zeigen, dass Technostress mit Burnout-Symptomen wie emotionaler Erschöpfung und Depersonalisation einhergeht. Auch die Entgrenzung von Arbeit durch ständige Erreichbarkeit trägt dazu bei, dass sich Mitarbeitende weniger von der Arbeit erholen können. Dies wirkt sich negativ auf Motivation, Engagement und Wohlbefinden aus.

### Ineffizienz
Ineffizienz bezieht sich auf das Gefühl, durch den Einsatz von Technologie weniger produktiv oder wirksam zu sein. Betroffene erleben Überforderung und haben das Gefühl, ihre Aufgaben nicht mehr souverän bewältigen zu können. Langfristig kann dies das Selbstvertrauen und die digitale Handlungskompetenz beeinträchtigen. Studien zeigen, dass Mitarbeitende mit hohem Technostress geringere Produktivitätswerte und ein reduziertes Arbeitsengagement aufweisen.
Weitere psychische Auswirkungen sind:
- Nervosität und innere Unruhe
- Schlaflosigkeit
- Wut und depressive Verstimmungen
- steigender Alkohol-, Zigaretten- und Tablettenkonsum

### Physische Auswirkungen
Technostress kann sich nicht nur psychisch, sondern auch physisch äußern. Häufige Beschwerden sind Kopf-, Augen-, Nacken- und Rückenschmerzen – oft bedingt durch angespannte Bildschirmarbeit und unergonomische Arbeitsplatzgestaltung. Diese körperlichen Symptome stehen in enger Wechselwirkung mit psychischer Erschöpfung, Reizbarkeit und Konzentrationsproblemen.
Typische physische Auswirkungen sind:
- Herz; der Puls erhöht sich dauerhaft, starkes Herzklopfen bis hin zu Herzschmerzen
- Kreislauf; kalte Hände und Füße, Schwindelanfällen
- Muskeln; Muskelverspannungen, Kopf- und Rückenschmerzen, Zittern und Zähneknirschen
- Atmung; Atembeschwerden wie Atemnot oder Heiserkeit
- Verdauung; Magenschmerzen bis hin zu Brechreizen; Heisshunger und/oder Appetitlosigkeit
- Wasserhaushalt; Schwitzen, nasse Hände und Füße, Schluckbeschwerden, trockener Mund, Durchfall, Verstopfung
- Immunsystem; langwierige Erkältungen, häufige Infektionen, Allergien

## Vermeidung
Gegen Technostress kann man mit folgenden Maßnahmen vorgehen:
- Benutzerfreundliche und gebrauchstaugliche Hard- und Software beschaffen.
- Eine offene Haltung gegenüber Technologien pflegen.
- Sich bei Fachpersonen Hilfe holen.
- Sich durch Aus- und Weiterbildungen mit neuen technischen Geräten vertraut machen.
- Sich von der Technologie abwenden oder deren Gebrauch deutlich einschränken.
- Positive Technology-Ansätze.[8]